# Максанс Прево
Максанс Прево (фр. Maxence Prévot, нар. 9 квітня 1997, Бельфор) — французький футболіст, воротар клубу «Сошо».

## Клубна кар'єра
Народився 9 квітня 1997 року в місті Бельфор. Вихованець клубу «Сошо». З 2014 року став грати за резервну команду, і того ж сезону виграв Кубок Гамбарделла 2014/15.
У дорослому футболі дебютував 2015 року виступами за основну команду «Сошо», кольори якої захищає й донині.

## Виступи за збірні
2013 року дебютував у складі юнацької збірної Франції, взяв участь у 1 іграх на юнацькому рівні, пропустивши 4 голи.
З 2016 року залучався до матчів молодіжної збірної Франції, у її складі поїхав на молодіжний чемпіонат Європи 2019 року в Італії.

## Статистика виступів

### Статистика клубних виступів
| Сезон             | Команда           | Чемпіонат         | Чемпіонат | Чемпіонат | Національний кубок | Національний кубок | Національний кубок | Континентальні кубки | Континентальні кубки | Континентальні кубки | Інші змагання | Інші змагання | Інші змагання | Усього | Усього |
| Сезон             | Команда           | Ліга              | Ігор      | Голів     | Ліга               | Ігор               | Голів              | Ліга                 | Ігор                 | Голів                | Ліга          | Ігор          | Голів         | Ігор   | Голів  |
| ----------------- | ----------------- | ----------------- | --------- | --------- | ------------------ | ------------------ | ------------------ | -------------------- | -------------------- | -------------------- | ------------- | ------------- | ------------- | ------ | ------ |
| 2015–16           | «Сошо»            | Л2                | 4         | -4        | КФ+КЛ              | 1+0                | -1                 | -                    | -                    | -                    | -             | -             | -             | 5      | -5     |
| 2016–17           | «Сошо»            | Л2                | 24        | -27       | КФ+КЛ              | 0+1                | -0                 | -                    | -                    | -                    | -             | -             | -             | 25     | -27    |
| 2017–18           | «Сошо»            | Л2                | 32        | -47       | КФ+КЛ              | 0                  | -0                 | -                    | -                    | -                    | -             | -             | -             | 32     | -47    |
| 2018–19           | «Сошо»            | Л2                | 18        | -25       | КФ+КЛ              | 0                  | -0                 | -                    | -                    | -                    | -             | -             | -             | 18     | -25    |
| Усього за Sochaux | Усього за Sochaux | Усього за Sochaux | 78        | -103      |                    | 2                  | -1                 |                      | -                    | -                    |               | -             | -             | 80     | -104   |
| Усього за кар'єру | Усього за кар'єру | Усього за кар'єру | 78        | -103      |                    | 2                  | -1                 |                      | -                    | -                    |               | -             | -             | 80     | -104   |